# Angie Jibaja
Angie Janinne Jibaja Liza (Lima, 29 de mayo de 1980) es una modelo, personalidad de televisión y actriz peruana en cine de televisión.

## Carrera
Angie Jibaja apareció en comerciales de televisión desde niña.
Jibaja comenzó a modelar en pasarelas de moda. Entre los desfiles que luego participó destacan Asia Fashion Weekend, Campo de Marte y Fuente mágica; y fue contratada como figura de las marcas de ropa Topitop y Kinkissimo.
En 2002 fue modelo del reality La casa de Gisela. Luego, fue coconductora de los programas de televisión Deporte caliente y Fuera de foco en Global Televisión.
En 2005, participó en la película Mañana te cuento. Al año siguiente, hizo su debut en el cine chileno con la película El Rey de los huevones de Boris Quercia.
En 2010 Angie Jibaja concursó en el reality show de baile El gran show conducido por Gisela Valcárcel, donde obtuvo el 7 puesto tras tres meses de competencia.
En 2012, Angie Jibaja regresó a Chile para participar en el reality show de Canal 13 Pareja perfecta y empezó a radicar en este país. Seguidamente, concursó en el programa de baile Baila! Al ritmo de un sueño de Chilevisión. El día 17 de abril Jibaja fue eliminada del programa, pero semanas más tarde volvió a la competencia gracias al repechaje, ocupando finalmente el sexto puesto.
El 19 de mayo de 2014, ingresó a la quinta temporada de Combate Perú el reality show juvenil de competencias de ATV. En 2014 integró el elenco de la serie chilena Fabulosas Flores, estrenada al año siguiente en La Red, en donde interpreta a la surfista Zaida.
En 2016 personifica a Úrsula en la teleserie vespertina El camionero emitido por Televisión Nacional de Chile. En enero del 2017 se confirmó su ingreso al reality chileno Doble Tentación producido por Mega donde finalizó su relación de años con Felipe Lasso por supuesta infidelidad dentro del reality.
En el 2017 regresó a participar en el reality show de baile El gran show: tercera temporada conducido por Gisela Valcárcel.
En octubre de 2018 se estrena la película No es lo que parece dirigida por Nelson Castillo, dónde Angie interpreta a Silvia, pareja del actor Germán Loero en la ficción.

## Vida personal
En febrero del año 2006, dentro de una gresca en una discoteca agredió a una mujer, causándole un corte en el rostro al lanzarle un vaso de vidrio, por lo cual fue denunciada penalmente por delito contra la vida, el cuerpo y la salud en modalidad de lesión.
En abril de 2008 el Juzgado Penal 33 de Lima la encontró culpable del delito, y le ordenó pagar a la agraviada S/.3.000 en concepto de reparación civil. Angie Jibaja fue condenada a 2 años de prisión efectiva, por no presentarse a las citaciones, fue trasladada primero a la carceleta del Palacio de Justicia y luego al Penal para mujeres Santa Mónica. Dos meses más tarde logró obtener la libertad condicional.
Angie Jibaja inició en 2009 una relación mediática con el cantante Jean Paul Santa María, con el cual tuvo dos hijos Janko y Gía. Luego del embarazo de su segundo hijo regresó a trabajar como modelo y recibió la propuesta del cineasta boliviano Claudio Araya Silva para coprotagonizar la película Lo peor de los deseos.
En 2016 entró al reality Doble tentación con su entonces pareja Felipe Lasso, en el cual quedaron semifinalistas eliminados. Después de su eliminación y salida del encierro en 2017 terminaron su relación.
En 2025, abandonó su vida pública para dedicarse a la nueva etapa como testigo de Jehová.

## Filmografía

### Cine
| Año  | Título                 | Personaje      | Director                  |
| ---- | ---------------------- | -------------- | ------------------------- |
| 2005 | Mañana te cuento       | Gabriela       | Eduardo Mendoza de Echave |
| 2006 | El rey de los huevones | Eva            | Boris Quercia             |
| 2008 | Tú no quieres saberlo  |                |                           |
| 2010 | Lo peor de los deseos  |                | Claudio Araya Silva       |
| 2015 | Como En El Cine        | Pareja De Dani |                           |
| 2018 | No es lo que parece    | Silvia         | Nelson Castillo           |

### Televisión
| Año  | Título                            | Personaje    | Canal              | Notas                     |
| ---- | --------------------------------- | ------------ | ------------------ | ------------------------- |
| 2002 | La casa de Gisela                 |              | Frecuencia Latina  | Modelo                    |
| 2003 | Deporte caliente                  |              | Global Televisión  | Copresentadora            |
| 2004 | Fuera de foco                     |              | Global Televisión  | Copresentadora            |
| 2006 | La gran sangre                    | Ming Nao     | Frecuencia Latina  | Antagonista               |
| 2006 | Morandé con compañía              |              | Mega               | Invitada                  |
| 2010 | El gran show (segunda temporada)  |              | América Televisión | 6.ta eliminada            |
| 2012 | Pareja perfecta                   |              | Canal 13           | Semifinalista             |
| 2012 | Infieles                          | La Leona     | Chilevisión        | 1 episodio                |
| 2013 | Baila! Al ritmo de un sueño       |              | Chilevisión        | 9.na eliminada            |
| 2013 | Baila! Al ritmo de un sueño       | Finalista    | Chilevisión        |                           |
| 2014 | Combate                           |              | ATV                | Participante              |
| 2015 | Fabulosas Flores                  | Zaida Mamani | La Red             | Coprotagonista            |
| 2016 | El Camionero                      | Úrsula Rojas | TVN                | Antagonista               |
| 2017 | Doble Tentación                   |              | Mega               | Semifinalista             |
| 2017 | El gran show (vigésima temporada) |              | América Televisión | 3.ra eliminada            |
| 2019 | El valor de la verdad             |              | Frecuencia Latina  | (1 episodio) participante |